# Restaurant solidaire
Un restaurant solidaire est un restaurant destiné à fournir une aide alimentaire aux personnes vivant dans des situations de précarité alimentaire et sociale : personnes de la rue, personnes âgées ou étudiants sans revenu suffisant.
En France, l'association Les Restaurants du Cœur en est un exemple typique. Le plus souvent, les restaurants solidaires ne se limitent pas à la restauration, mais proposent d'autres services visant à rencontrer, aider et accompagner
les personnes en difficulté, notamment pour la recherche d'un emploi. 